# Dosquet (Québec)
Pour les articles homonymes, voir Dosquet.
Dosquet (Saint-Octave-de-Dosquet jusqu'en 1996) est une municipalité d'environ 954 habitants faisant partie de la municipalité régionale de comté de Lotbinière au Québec, elle-même située dans la région administrative de Chaudière-Appalaches. Elle est nommée en l'honneur de Mgr Pierre-Herman Dosquet.
Cette municipalité, constituée le 9 février 1918, a une superficie de 64,5 km2 et a une densité d'environ 14,5 habitants/km2.
Les personnes de cette municipalité sont des Dosquetois et des Dosquetoises. La municipalité a fêté son 100e anniversaire en 2012.

## Histoire

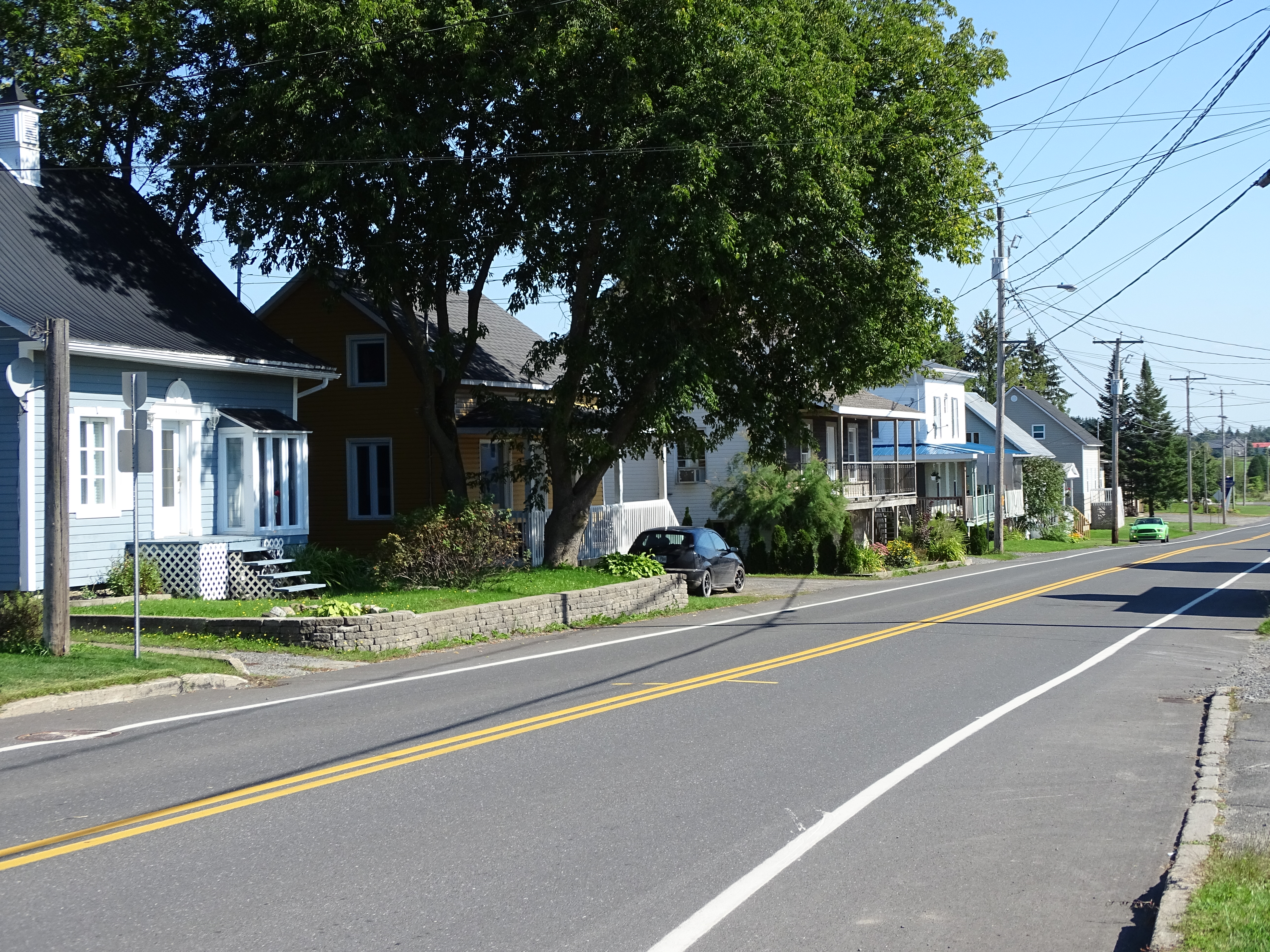
Route Saint-Joseph

Fondé en 1912, les premiers habitants de la paroisse de Saint-Octave-de-Dosquet furent la famille de Louis Méthot provenant de Saint-Croix de Lotbinière, celle de Louis-Octave Ratté qui venait de Saint-Flavien et celle de Louis-André Pillot de Saint-Antoine de tilly. Par la suite, d'autres pionniers vinrent s'établir peu à peu à Dosquet; soit Méthot's Mill en ce temps-là. Le 16 mai 1880, la veuve de l'honorable Louis Méthot fit le don de ses terres de Méthot's Mill à son fils Wenceslas. C'est le 24 décembre 1912 que le lieutenant-gouverneur de la province de Québec proclama l'ouverture de la Municipalité de Saint-Octave-de-Dosquet. Cependant, en raison d'un vice de forme dans l'élection des élus municipaux, ce n'est que le 9 février 1918 que l'organe officiel du gouvernement: la Gazette officielle, en fit écho. (Source :  Livre du 75 ans de Dosquet parue le 30e jour du mois de novembre 1987 et transcrit par Gaétan Houde)
Le 14 avril 2000, Mathieu Perron décède après avoir perdu la maîtrise de son véhicule à 200km/h et de s'écraser dans un fossé, aux côtés de la Route 116. La SAAQ créa un avis public pour cet évènement.
Dosquet a fêté son 100e anniversaire en 2012.

### Chronologie
- 9 février 1918 : Érection de la paroisse de Saint-Octave de Dosquet.
- 15 mars 1969 : La paroisse change son nom pour Saint-Octave-de-Dosquet.
- 8 juin 1996 : La paroisse de Saint-Octave-de-Dosquet devient la municipalité de Dosquet.

## Géographie
Dosquet se trouve à 11 kilomètres au sud de l'autoroute 20 (sortie 278).

### Hyrographie
Voici une liste de cours d'eau passant dans la municipalité : 
- Rivière du Chêne
- Rivière Henri
- Rivière aux Cèdres

## Démographie
| 1921 | 1931 | 1941 | 1951 | 1956  | 1961  | 1966  | 1971 | 1976 |
| ---- | ---- | ---- | ---- | ----- | ----- | ----- | ---- | ---- |
| 672  | 774  | 863  | 973  | 1 056 | 1 053 | 1 063 | 956  | 944  |

| 1981 | 1986 | 1991 | 1996 | 2001 | 2006 | 2011 | 2016 | 2021 |
| ---- | ---- | ---- | ---- | ---- | ---- | ---- | ---- | ---- |
| 979  | 968  | 911  | 908  | 889  | 907  | 887  | 944  | 935  |

## Administration
Les élections municipales se font en bloc pour le maire et les six conseillers.
| Dosquet Maires depuis 2001                                                                                           |                 |         |          |
| Élection | Maire           | Qualité | Résultat |
| 2001 | Rénald Mongrain |         | Voir     |
| 2005 | Rénald Mongrain | Voir    |          |
| 2009 | Yvan Charest    |         | Voir     |
| 2013 | Yvan Charest    | Voir    |          |
| 2017 | Yvan Charest    | Voir    |          |
| 2021 | Yvan Charest    | Voir    |          |
| Élection partielle en italique Depuis 2005, les élections sont simultanées dans toutes les municipalités québécoises |                 |         |          |

### Circonscriptions électorales provinciales et fédérales
Dosquet fait partie de la circonscription électorale fédérale de Lévis—Lotbinière et fait partie de la circonscription électorale provinciale de Lotbinière-Frontenac.

## Infrastructures
La municipalité de Dosquet compte : 
- Une salle multifonctionnelle
- Un skatepark
- Un terrain de hockey extérieur
- Un bureau de poste
- Une maison de jeunes
- Une mairie
- Une bibliothèque
- Une caserne de pompiers

## Éducation
Les écoles primaires et secondaires font partie du Centre de services scolaire des Navigateurs.

### Éducation primaire
Dosquet contient une école primaire : l'École de la Caravelle (Dosquet).
Cette école fait partie d'un regroupement de trois écoles primaires : l'École de la Caravelle (Dosquet), l'École de la Caravelle (Joly) et l'École de la Caravelle (Saint-Flavien). Chaque école possède son propre cycle d'études. Ainsi les élèves changent d'école selon leur âge et avancement scolaire. Selon le site web de ce regroupement d'école, le préscolaire et le 1er cycle du primaire se passent à Saint-Flavien, le 2e cycle se passe à Joly et le 3e cycle se passe à Dosquet.

### Éducation secondaire
L'école secondaire la plus près est l'École Beaurivage à Saint-Agapit.

### Éducation collégiale
L'établissement collégial le plus près est le Centre d'études collégiales de Lotbinière, qui fait partie du Cégep de Thetford et qui est situé à Saint-Agapit également.

### Éducation universitaire
L'établissement universitaire le plus près est l'Université Laval, qui est situé dans la ville de Québec.

## Santé
Située près de Laurier-Station, de Lévis et de Québec, la municipalité est desservie par différents services médicaux.

### Services médicaux
Le CLSC le plus proche est situé à Laurier-Station (CLSC de Laurier-Station) et le centre hospitalier le plus près est à Lévis (Hôtel-Dieu de Lévis).

## Médias

### Journal municipal
Le Bulletin municipal d'information est un journal municipal mensuel de Dosquet.
Le Peuple Lotbinière est un journal hebdomadaire qui couvre les nouvelles des municipalités de la municipalité régionale de comté de Lotbinière, incluant Dosquet.

## Patrimoine
Après l'érection de la paroisse catholique en 1912, le presbytère est le premier immeuble bâti. Sa construction débute en 1915 sous la direction de l'architecte Thomas Caron. Il est cité comme immeuble patrimonial en 2003. L'église est bénie le 16 juillet 1922 par le cardinal Louis-Nazaire Bégin. Elle est détruite par un incendie en 1988. L'église actuelle est construite en 1990. Construite en 1910, la gare du chemin de fer du Grand-Tronc a été détruite par un incendie.

## Transport
Les routes Route 116 et Route 271 traversent cette municipalité.
La municipalité est aussi traversée par la Route verte, une piste cyclable d'environ 5300 km. Cette piste se situe au long de la Route 116 et croise la Route 271.